# Alim Azamat-oğlu Aidamak
Alim Azamat-oğlu Aidamak (în tătară crimeeană Alim Azamat oğlu, în rusă Алим Азамат-оглу Айдамак; n. 1816, Kopîrlikoi, volostul Salî⁠(d), gubernia Taurida, Imperiul Rus – d. 1849) este un erou popular al tătarilor din Crimeea. El este cunoscut în literatură ca un tâlhar nobil care-și dăruia prada persoanelor cele mai sărace.

## Biografie
S-a născut în anul 1816 în satul Kopîrlikoi într-o familie de țărani. A locuit în orașul Karasubazar (azi Bilohirsk).
Imaginea lui Alim a căpătat o aură romantică, iar biografia sa a fost amestecată cu legende. Haiducul a primit în literatură imaginea unui tâlhar nobil care își dăruia prada săracilor. Arhivele de stat din Crimeea conțin 127 de foi colectate de poliție, conținând jalbe, rapoarte, petiții pentru capturarea lui Alim adresate guvernatorului guberniei Taurida, Vladimir Pestel.
În 1847 artista Léonie Lelorrain a desenat un portret alb-negru al lui Alim. Desenul este păstrat în prezent la Muzeul de Istorie Locală din Feodosia.
În diferite surse se menționează că Aidamak ar fi murit în anul 1849.

## În cultură
O serie de opere de artă sunt dedicate vieții lui Alim Aidamak: romanul Alim — tâlharul din Crimeea (1895) de N.A. Popov, piesa Alim, tâlharul din Crimeea (1897) de Aleksei Kozlov, piesa Călărețul tătar Alim Azamat-oğlu (1910) de Vladimir Karpov-Krîmski, povestea „Mândria Crimeii - tâlharul Alim” (1912) de Mihail Șevliakov, povestea „Groapa tâlharului” (1914) de Spiridon Kacioni, piesa Alim (1925) de Umer Ipci, poezia „Valea Ecoului: Legenda Crimeii” (1928) de Feodosie Ferenț-Sokolovski, romanele Alim (1940) și Alim călare pe cal (1980) de Iusuf Bolat, romanul Alim — călărețul Crimeii (2005) de Riza Fazîl.
O serie de cântece populare îi sunt dedicate lui Alim, printre care «Мен Къарасувгъа тойгъа да бардым» („Men Karasuvga toiga da bardîm”), «Алим» („Alim”), «Эй агъалар, мен Алимнинъ…» („Ei agalar, men Alimnin…”).
Prima adaptare cinematografică a legendei despre Aidamak Alim — krîmskii razboinik (Алим — крымский разбойник, în traducere „Alim — tâlharul din Crimeea”) a fost filmată în 1916 de regizorul Veaceslav Viskovski. Rolul lui Alim a fost interpretat de actorul Serghei Țenin. Zece ani mai târziu, a fost realizat filmul Alim (Алим), în regia lui Gheorghi Tasin, rolul principal fiind interpretat de Hayri Emir-zade.
În 2015 candidata în filologie Tamila Seitiaghiaeva a susținut o teză de disertație cu privire la imaginea lui Alim în literatura tătară din Crimeea.

## Memorie
Numele lui Alim este imortalizat în numele unei văi și a unei grote, unde, potrivit legendei, se ascundea de autorități. Străzi din microraionul Ismail-Bei din orașul Evpatoria și din satul Teplivka poartă numele lui Alim Aidamak.
În satul Ceremisovka (fostul Kopîrlikoi), unde s-a născut Alim, a fost inaugurat pe 22 ianuarie 2005 un monument în memoria lui Aidamak.